# 腐败螺旋菌属
腐败螺旋菌属也称腐螺旋菌属，为腐败螺旋菌科的一个属。该属的模式种为大腐败螺旋菌（Saprospira grandis）。

## 下属物种
- 大腐败螺旋菌 Saprospira grandis Gross 1911